# Leryn Franco
Leryn Dahiana Franco Steneri (Assunção, 1 de março de 1982) é uma modelo e atleta paraguaia.
Em 2010, ela foi eleita a atleta mais sexy de todos os tempos. A Revista Men's Health a posicionou no primeiro lugar do ranking mundial como "a desportista mais bela de todos os tempos".
Mas não é só em sua vida como modelo que ela chama atenção. Atualmente, é a detentora do recorde paraguaio de lançamento de dardos, com 56,18 metros.

## Resultados
| Ano                      | Competição               | Local                               | Posição                  | Notas                    |
| Representando o Paraguai | Representando o Paraguai | Representando o Paraguai            | Representando o Paraguai | Representando o Paraguai |
| ------------------------ | ------------------------ | ----------------------------------- | ------------------------ | ------------------------ |
| 2001                     | Universíada              | Pequim, China                       | 10º                      | 43,69 m                  |
| 2003                     | Jogos Pan-Americanos     | Santo Domingo, República Dominicana | 8º                       | 50,21 m                  |
| 2003                     | Campeonato Mundial       | Paris, França                       | 24º                      | 51,13 m                  |
| 2004                     | Jogos Olímpicos          | Atenas, Grécia                      | 42º                      | 50,37 m                  |
| 2007                     | Jogos Pan-Americanos     | Rio de Janeiro, Brasil              | 8º                       | 52,24 m                  |
| 2007                     | Campeonato Sul-Americano | São Paulo, Brasil                   | 3º                       | 53,80 m                  |
| 2008                     | Jogos Olímpicos          | Pequim, China                       | 51º                      | 45,34 m                  |
| 2011                     | Campeonato Sul-Americano | Buenos Aires, Argentina             | 2º                       | 55,66 m                  |
| 2011                     | Jogos Pan-Americanos     | Guadalajara, México                 | 13º                      | 48,70 m                  |